# Rio Haryanto
Rio Haryanto (Surakarta, 1993. január 22. –) profi indonéz autóversenyző, a Formula–1 első indonéz pilótája, 2016-ban a Manor Racing versenyzője. A 2016-os német nagydíjat követően a csapata menesztette, helyét Esteban Ocon vette át.

## Eredményei

### Karrier összefoglaló
| Év      | Bajnokság                                   | Csapat                   | Verseny     | Győzelem    | Első rajtkocka | Leggyorsabb kör | Dobogós helyezés | Pont        | Helyezés    |
| ------- | ------------------------------------------- | ------------------------ | ----------- | ----------- | -------------- | --------------- | ---------------- | ----------- | ----------- |
| 2008    | Ázsiai Formula Renault Challenge            | Asia Racing Team         | 10          | 2           | 1              | 2               | 3                | 160         | 6.          |
| 2008    | Ázsiai Formula Renault 2.0                  | Asia Racing Team         | 13          | 1           | 1              | 2               | 7                | 121         | 3.          |
| 2008    | Formula BMW Pacific                         | Pacific Racing           | 5           | 0           | 0              | 0               | 0                | 0           | HN‡         |
| 2009    | Australian Drivers' Championship–National A | PHR Scuderia             | 2           | 0           | 1              | 1               | 0                | 29          | 11.         |
| 2009    | Australian Drivers' Championship–Gold Star  | Astuti Motorsport        | 2           | 0           | 0              | 0               | 0                | 18          | 8.          |
| 2009    | Ázsiai Formula Renault 2.0                  | Asia Racing Team         | 2           | 0           | 0              | 0               | 2                | 48          | 11.         |
| 2009    | Formula BMW Európa                          | Scuderia Coloni          | 2           | 0           | 0              | 0               | 0                | 0           | HN‡         |
| 2009    | Formula BMW Pacific                         | Questnet Team Qi-Meritus | 15          | 11          | 7              | 9               | 12               | 250         | 1.          |
| 2010    | GP3                                         | Manor Racing             | 16          | 1           | 0              | 0               | 3                | 27          | 5.          |
| 2010    | Formula–1                                   | Marussia Virgin Racing   | Tesztpilóta | Tesztpilóta | Tesztpilóta    | Tesztpilóta     | Tesztpilóta      | Tesztpilóta | Tesztpilóta |
| 2011    | GP3                                         | Marussia Manor Racing    | 16          | 2           | 0              | 1               | 4                | 31          | 7.          |
| 2011    | Auto GP                                     | DAMS                     | 14          | 1           | 1              | 2               | 3                | 82          | 7.          |
| 2011    | GP2 Final                                   | DAMS                     | 2           | 0           | 0              | 0               | 0                | 0           | 17.         |
| 2012    | GP2                                         | Carlin                   | 24          | 0           | 1              | 1               | 0                | 38          | 14.         |
| 2013    | GP2                                         | Barwa Addax Team         | 22          | 0           | 0              | 0               | 1                | 22          | 19.         |
| 2014    | GP2                                         | EQ8 Caterham Racing      | 22          | 0           | 0              | 0               | 1                | 28          | 15.         |
| 2015    | GP2                                         | Campos Racing            | 22          | 3           | 0              | 1               | 5                | 138         | 4.          |
| 2016    | Formula–1                                   | Manor Racing             | 12          | 0           | 0              | 0               | 0                | 0           | 24.         |
| 2019    | Blancpain GT Ázsia                          | T2 Motorsports           | 12          | 0           | 0              | 0               | 1                | 62          | 12.         |
| 2019–20 | ázsiai Le Mans-széria - GT                  | T2 Motorsports           | 4           | 0           | 1              | 0               | 0                | 41          | 5.          |

* A szezon jelenleg is zajlik.
‡ Mivel Haryanto vendégpilóta volt, ezért nem részesült pontokban.

### Teljes GP3-as eredménysorozata
| Év   | Csapat                | 1          | 2          | 3          | 4          | 5          | 6           | 7          | 8          | 9          | 10         | 11         | 12         | 13         | 14         | 15        | 16         | Helyezés | Pont |
| ---- | --------------------- | ---------- | ---------- | ---------- | ---------- | ---------- | ----------- | ---------- | ---------- | ---------- | ---------- | ---------- | ---------- | ---------- | ---------- | --------- | ---------- | -------- | ---- |
| 2010 | Manor Racing          | ESP FEA 20 | ESP SPR 25 | TUR FEA 8  | TUR SPR 1  | VAL FEA 6  | VAL SPR 4   | GBR FEA 2  | GBR SPR Ki | GER FEA Ki | GER SPR Ki | HUN FEA 20 | HUN SPR 11 | BEL FEA 18 | BEL SPR 18 | ITA FEA 3 | ITA SPR 23 | 5.       | 27   |
| 2011 | Marussia Manor Racing | TUR FEA 26 | TUR SPR 10 | ESP FEA 20 | ESP SPR 11 | VAL FEA 19 | VAL SPR 22† | GBR FEA 10 | GBR SPR 4  | GER FEA 1  | GER SPR 10 | HUN FEA 9  | HUN SPR 1  | BEL FEA 12 | BEL SPR 9  | ITA FEA 3 | ITA SPR 2  | 7.       | 31   |

### Teljes Auto GP eredménylistája
(Táblázat értelmezése)

(Félkövér: pole-pozícióból indult; dőlt: leggyorsabb kört futott) 

| Év   | Csapat | 1        | 2        | 3        | 4       | 5       | 6     | 7        | 8        | 9     | 10    | 11      | 12      | 13      | 14    | Helyezés | Pont |
| ---- | ------ | -------- | -------- | -------- | ------- | ------- | ----- | -------- | -------- | ----- | ----- | ------- | ------- | ------- | ----- | -------- | ---- |
| 2011 | DAMS   | MNZ 1 Ki | MNZ 2 11 | HUN 1 10 | HUN 2 5 | BRN 1 6 | BRN 2 | DON 1 11 | DON 2 11 | OSC 1 | OSC 2 | VAL 1 5 | VAL 2 1 | MUG 1 5 | MUG 2 | 7.       | 82   |

### Teljes GP2-es eredménysorozata
(Táblázat értelmezése)

(Félkövér: pole-pozícióból indult; dőlt: leggyorsabb kört futott) 

| Év   | Csapat           | 1          | 2          | 3          | 4           | 5          | 6          | 7          | 8          | 9          | 10         | 11          | 12         | 13         | 14         | 15         | 16         | 17         | 18         | 19         | 20          | 21         | 22         | 23        | 24         | Helyezés | Pont |
| ---- | ---------------- | ---------- | ---------- | ---------- | ----------- | ---------- | ---------- | ---------- | ---------- | ---------- | ---------- | ----------- | ---------- | ---------- | ---------- | ---------- | ---------- | ---------- | ---------- | ---------- | ----------- | ---------- | ---------- | --------- | ---------- | -------- | ---- |
| 2012 | Marussia Carlin  | MAL FEA 12 | MAL SPR 10 | BHR1 FEA 9 | BHR1 SPR 15 | BHR2 FEA 6 | BHR2 SPR 6 | ESP FEA 16 | ESP SPR 15 | MON FEA 14 | MON SPR 11 | VAL FEA 5   | VAL SPR Ki | GBR FEA 10 | GBR SPR 12 | GER FEA 17 | GER SPR 11 | HUN FEA 12 | HUN SPR 7  | BEL FEA 10 | BEL SPR 7   | ITA FEA 19 | ITA SPR 12 | SIN FEA 9 | SIN SPR 11 | 14.      | 38   |
| 2013 | Barwa Addax Team | MAL FEA 20 | MAL SPR 18 | BHR FEA 15 | BHR SPR 24  | ESP FEA 9  | ESP SPR 24 | MON FEA Ki | MON SPR 16 | GBR FEA 7  | GBR SPR 2  | GER FEA 18  | GER SPR 14 | HUN FEA 11 | HUN SPR 10 | BEL FEA 19 | BEL SPR 25 | ITA FEA 14 | ITA SPR 7  | SIN FEA 20 | SIN SPR 11  | UAE FEA 14 | UAE SPR 12 |           |            | 19.      | 22   |
| 2014 | Caterham Racing  | BHR FEA 16 | BHR SPR 16 | ESP FEA 5  | ESP SPR Ki  | MON FEA 7  | MON SPR 3  | AUT FEA 11 | AUT SPR 17 | GBR FEA 21 | GBR SPR Ki | GER FEA 22† | GER SPR 10 | HUN FEA Ki | HUN SPR 17 | BEL FEA Ki | BEL SPR 16 | ITA FEA 16 | ITA SPR 15 | RUS FEA 18 | RUS SPR 15  | UAE FEA 9  | UAE SPR 12 |           |            | 15.      | 28   |
| 2015 | Campos Racing    | BHR1 FEA 2 | BHR1 SPR 1 | ESP FEA 4  | ESP SPR 6   | MON FEA 16 | MON SPR Ki | AUT FEA 7  | AUT SPR 1  | GBR FEA 8  | GBR SPR 1  | HUN FEA 4   | HUN SPR 5  | BEL FEA 13 | BEL SPR 10 | ITA FEA 13 | ITA SPR 11 | RUS FEA 5  | RUS SPR 2  | BHR2 FEA 7 | BHR2 SPR 18 | UAE FEA 7  | UAE SPR T  |           |            | 4.       | 138  |

† A versenyt nem fejezte be, de helyezését értékelték, mert a versenytáv több, mint 90%-át teljesítette.

### Teljes Formula-1-es eredménysorozata
(Táblázat értelmezése)

(Félkövér: pole-pozícióból indult; dőlt: leggyorsabb kört futott) 

| Év   | Csapat | 1      | 2      | 3      | 4      | 5      | 6      | 7      | 8      | 9      | 10     | 11     | 12     | 13  | 14  | 15  | 16  | 17  | 18  | 19  | 20  | 21  | Helyezés | Pont |
| ---- | ------ | ------ | ------ | ------ | ------ | ------ | ------ | ------ | ------ | ------ | ------ | ------ | ------ | --- | --- | --- | --- | --- | --- | --- | --- | --- | -------- | ---- |
| 2016 | Manor  | AUS Ki | BHR 17 | CHN 21 | RUS Ki | ESP 17 | MON 15 | CAN 19 | EUR 18 | AUT 16 | GBR Ki | HUN 21 | GER 20 | BEL | ITA | SIN | MAL | JPN | USA | MEX | BRA | UAE | 24.      | 0    |

### Teljes ázsiai Le Mans-széria eredménysorozata
(Táblázat értelmezése)

(Félkövér: pole-pozícióból indult; dőlt: leggyorsabb kört futott) 

| Év      | Csapat         | Osztály | Kasztni         | Motor                         | 1     | 2     | 3     | 4     | Helyezés | Pont |
| ------- | -------------- | ------- | --------------- | ----------------------------- | ----- | ----- | ----- | ----- | -------- | ---- |
| 2019–20 | T2 Motorsports | GT      | Ferrari 488 GT3 | Ferrari F154CB 3.9 L Turbo V8 | SHA 7 | BEN 4 | SEP 4 | CHA 5 | 5.       | 41   |

## Külső hivatkozások
- Hivatalos weboldal
- Rio Haryanto a Twitteren